# 重工業

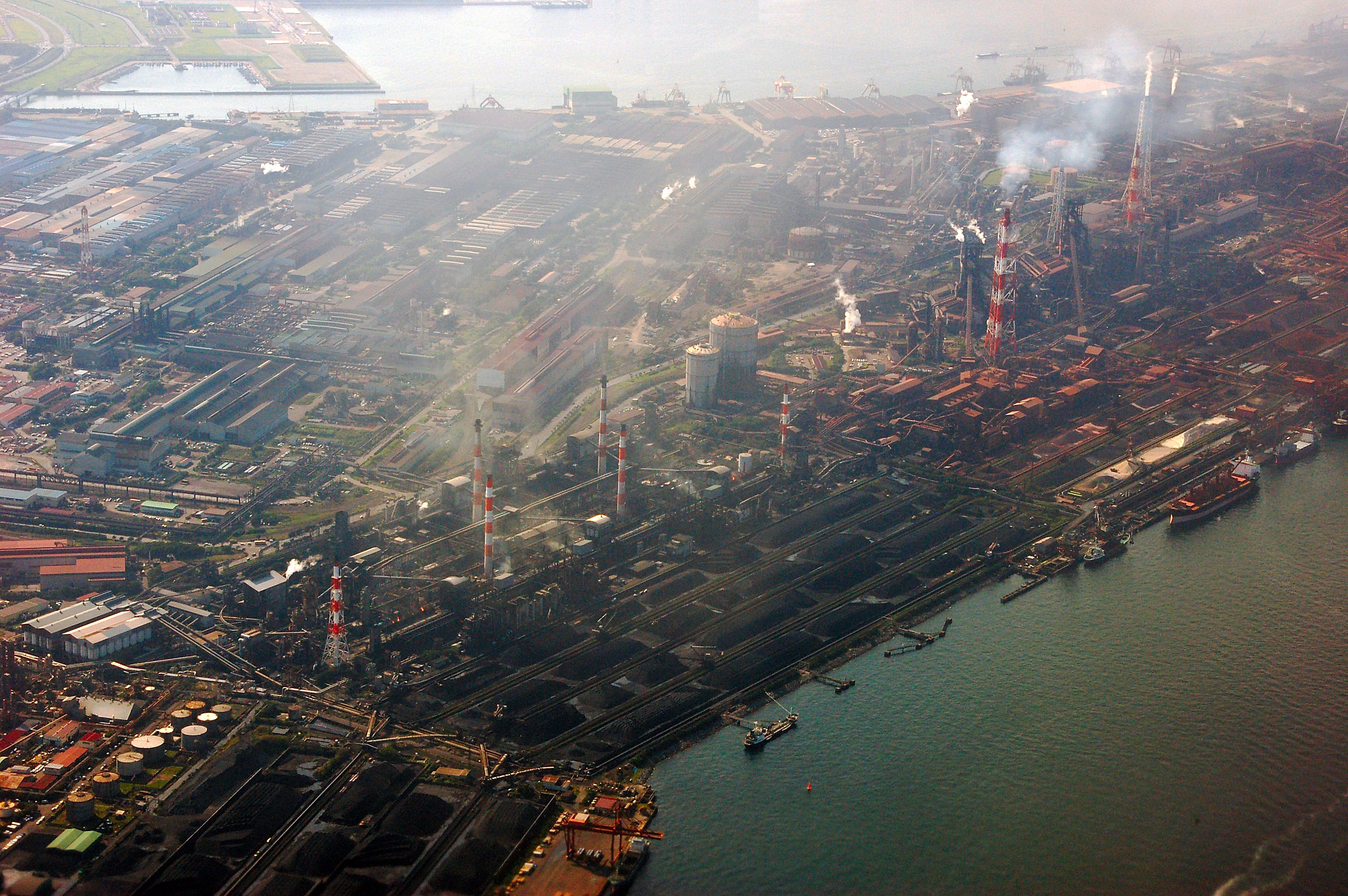
新日本製鐵的千葉縣煉鋼廠，日本在二戰後藉朝鲜战争之機大幅復興重工業基礎建設

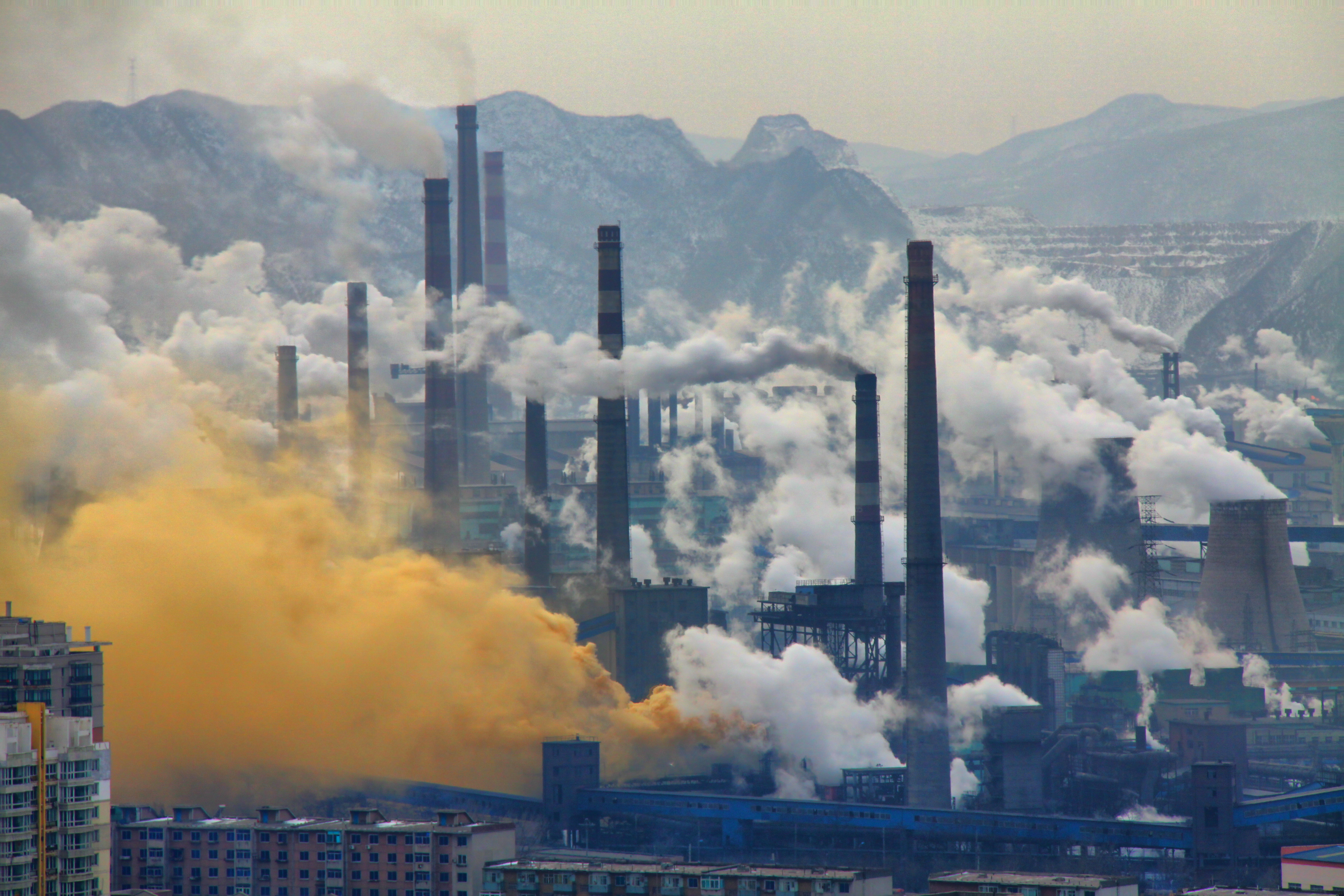
中國遼寧本溪市中鋼分廠，2016年中國鋼鐵產量達13億噸，超過美國、日本、印度、俄國總和，並佔約世界一半的鋼鐵生產量。

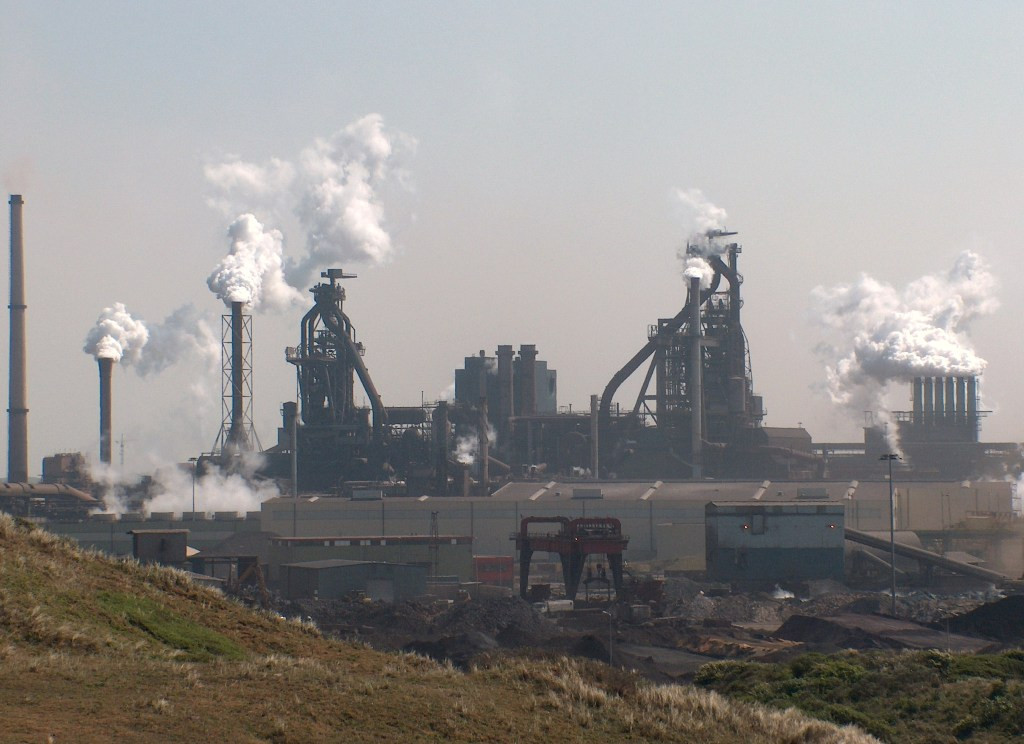
荷兰的综合钢铁厂。那两座巨大的塔是高炉。

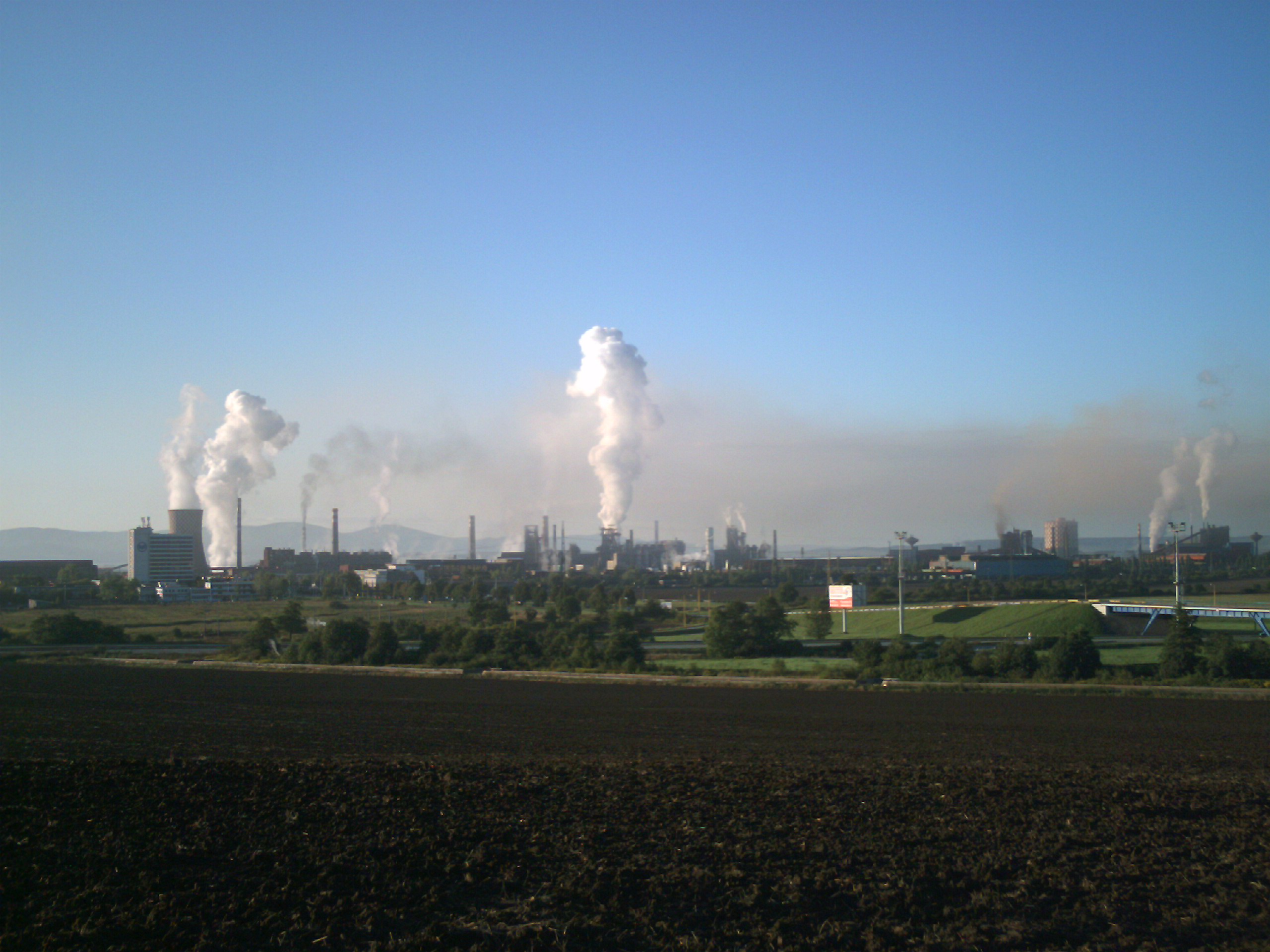
一个重工业工厂的典型例子。

重工业（英語：Heavy industry），是指一種以產品為評判標準的工業分類，其產品必須比人體大、重，並且包含了那些能為了設備而創造的设备（例如机床、交通運輸），也包括人們生活中的不動產（例如建筑物、基础设施等），其定義至今沒有一個統一標準。
一般來說，對重工业的先前投資、资本密集度遠遠高于轻工业，但其回报率卻低於輕工業，所以世界上的重工業公司基本都會由國家和大企業去補貼，方可承擔其破產的風險，順便延長其商业周期。以现代來說，造船（因为钢铁取代了木材）被认为是重工业，由不同理論組合而成的系統是重工业的重要特征，例如二战后摩天大楼和水坝的，以及21世纪大型航天火箭和飛機涡轮机。
重工業起始於19世紀，以美、德、英、法為主，現今世界的日本和中國也很擅長，在工业时代，运输和建筑以及它们的上游制造业供应业务一直是重工业的主要部分，但除了粗糙的舊印象之外，重工業的精緻度也可以很高，例如一些资本密集型制造业（例如無人空拍飛機的發動機、超高複雜度的數位機床等）。因為19世纪中期到20世纪早期中歐洲列強發生過多場戰爭，最著名的重工業例子就是軍火工業，包括炼钢、火炮生产、机车制造、机床制造和重型采矿。从19世纪末到20世纪中期，随着化学工业和电子工业的发展，重工业和轻工业的定義，有些產品可大可小，很快，在汽车工业和飞机工业的領域也出现了同样的情况，這重工業、輕工業混合的產生模式用複合工業一詞去代替形容。

## 作为经济战略的一部分
许多东亚国家依赖重工业作为其整体经济的关键部分。这种对重工业的依赖通常是政府经济政策的问题。在名字上有“重工业”的日本和韩国公司中，许多同时也是航空航天产品制造商和国防承包商，为各自国家的政府服务，比如日本的富士重工和韩国的现代Rotem，后者是现代重工和大宇集团的联合项目。
在20世纪的第二世界国家，经济发展往往专注于重工业而忽视轻工业，从而造成“枪多黄油少”恶果。当然外部的威胁其实也是造成这样一种决策的直接原因。例如苏联在20世纪30年代进行疯狂的工业化，以重工业为发展重点，试图将其生产卡车、坦克、大炮、飞机和军舰的能力提高，使苏联成为一个工业强国，但是却造成了乌克兰大饥荒。

## 区划问题
在地方区划法中，重工业有时也是一个特殊的名称。这使得那些对环境、基础设施和就业有重大影响的产业可以经过深思熟虑选址。例如，垃圾填埋场的分区限制通常会考虑到重型卡车的交通，这将对通往垃圾填埋场的道路造成昂贵的磨损。

## 环境影响

### 溫室氣體排放
截至2019年，重工业排放的温室气体约占全球温室气体总量的22%，而重工业造成的热污染约占全球热污染总量的10%。其中钢铁冶炼造成的温室气体排放就占总共的7%至9%，这是因为钢铁冶炼涉及到用煤炭还原氧化铁的过程。为了减少温室气体的排放，碳捕捉技术及再利用技术以及碳捕集与封存技术开始受到关注。目前中国的碳捕集技术已应用于石化行业，可以将石油生产所产生的二氧化碳收集再利用。而美国和加拿大等国也在不断提升相关技术。2021年时，美加两国只有2%的碳排放会被捕集封存，预计到2040年大约有12%的碳排放会被捕集封存。

### 污染问题
燃烧煤炭等化石燃料以及将废水排放至自然环境中都会造成污染，从而危害人类及野生动物的生存。饮用水的污染会直接危害人体健康，而畜牧及灌溉用水的污染可以通过污染农产品从而间接性的对人体健康造成损害。而植物对水污染的耐受力也有限度，一旦超过阈值也同样会死亡。除了水污染之外，铅、铬、镉、砷等重金属形成的粉尘会对人体造成严重的损害，后两者甚至可以致癌。这些重金属还会造成土壤污染，进而导致农作物的污染。由于与成人相比儿童更为脆弱，因此环境污染更容易对他们造成心血管疾病和呼吸系统疾病，严重时甚至会导致其死亡。

### 土地永久性污染
很多时候，我们通常用“牺牲区”一词来指代被永久性污染的土地。